# Ленинградский рок-клуб
Ленинградский рок-клуб или ЛенРокКлуб — советская общественная и концертная организация, созданная 7 марта 1981 года в Ленинграде и просуществовавшая до начала 1990-х годов.
Ленинградский рок-клуб, располагавшийся по адресу ул. Рубинштейна, дом 13, не был тем типичным рок-клубом, какие существовали тогда на Западе (а с недавних пор — и в России). Он скорее был похож на своего рода смесь ДК (с залом на 200 мест) с Союзом композиторов со своей системой членства. Во главе клуба стоял избранный музыкантами совет, в клубе также был свой устав и статус.
Возглавлял рок-клуб президент[уточнить]: с 1981 по 1982 — Геннадий Зайцев, с 1982 — Николай Михайлов.
Пример Ленинградского рок-клуба в своё время вдохновил энтузиастов в различных городах и даже сёлах страны создавать свои рок-клубы, наподобие Ленинградского (самые известные из них — Московская рок-лаборатория, Свердловский рок-клуб).
Годы существования рок-клуба оставили довольно яркий след в истории отечественной рок-музыки, многие группы, некогда там выступавшие, стали знаменитыми и культовыми, а некоторые и до сих пор с успехом продолжают свой творческий путь.

## История
Первые попытки объединения ленинградских музыкантов для упорядочивания концертной деятельности относятся к 1970—1971 году. С 1973 года инициатива легализации рок-клуба в общей сложности появлялась четырежды. Как написал Александр Житинский:

Первая попытка создать рок-клуб не для абстрактного объединения музыкантов, а именно как способ легализации концертной деятельности, относится к 1979 году. Тогда в районном подростковом клубе на проспекте Энергетиков, 50, усилиями подпольных менеджеров Юрия Байдака, Сергея Дрызлова и Татьяны Ивановой был создан «Городской экспериментальный клуб любителей современной молодёжной музыки». В клуб вошли десять основных тогда городских рок-групп (имеются в виду группы, способные к концертной деятельности и выражаясь современным языком сотрудничавшие с вышеуказанными менеджерами): «Зеркало», «Дилижанс», «Земляне», «Кронверк», «Яблоко», «Аргонавты», «Пикник», «Россияне», «Мифы», «СЛМР», «Орнамент». Под эгидой этого клуба был устроен первый большой официально разрешенный в Ленинграде концерт. <…> Тогда же инициаторы клуба начали вести первые переговоры с представителями профсоюзов, так как было понятно, что «крыша» чья-то понадобится, а эта казалась самой неидеологизированной. <…>
В январе 1981 года у директора Ленинградского Межсоюзного Дома Самодеятельного Творчества Анны Александровны Ивановой состоялось историческое собрание, в котором приняли участие известные в рок-кругах люди — Геннадий Зайцев, Федор Столяров, Юрий Байдак, Игорь Голубев, Владимир Калинин, Татьяна Иванова, может быть кто-то ещё. Все они в основном занимались устройством концертов, некоторые ещё и играли. Сказав историческую фразу: «Ну ладно, если меня уволят с работы, у меня есть муж — он меня прокормит», — А. А. Иванова обрекла клуб на существование.

Объединение с профсоюзами, которым принадлежал «Ленинградский межсоюзный дом самодеятельного творчества» (ЛМДСТ), позволяло законно организовывать концерты и избегать внимания органов правопорядка. Областной совет профсоюзов выделил 15 тыс. руб. на аппаратуру. Был организован механизм «литования» текстов песен, за который отвечала журналистка Нина Барановская. В клубе проводились семинары по рок-эстетике, рок-поэзии, работала студия ритма.
7 марта 1981 года в зале ЛДМСТ состоялся первый концерт «ЛенКлуба Любителей Музыки», в котором приняли участие «Пикник», «Россияне», «Мифы» и «Зеркало». Этот день считается датой основания рок-клуба, однако «Рок-клубом» он стал называться только с 1982 года, когда наиболее «революционно» и свободомыслящих организаторов клуба администрация удалила из КЛМ. Вскоре был избран новый совет, во главе которого встал Николай Михайлов. Как отмечал Андрей Бурлака, «В первой половине 80-х, когда партийная номенклатура отчаянно боролась с любыми проявлениями инакомыслия, в том числе увлечением молодежи рок-музыкой, способность сглаживать конфликты, находить компромиссы, вести разговоры в высоких кабинетах и вообще лавировать между молотом советской власти и наковальней рок-н-ролльной вольницы была бесценной — поэтому Михайлова ещё несколько раз подряд избирали президентом клуба».
По субботам я хожу в Рок-клуб.

В Рок-клубе так много хороших групп.

Я гордо вхожу с билетом в руке,

А мне поют песни на родном языке.
Майк Науменко, «Песня простого человека»
Впрочем, рок-клуб занимался не только чисто концертной деятельностью, но даже организовывал фестивали. На фестивале группа должна была представить публике и жюри новую программу. Первый из них случился в 1983 году, с тех пор и до закрытия рок-клуба он проводился ежегодно. Именно в то время рок-клуб открыл такие группы как «Кино», «Алиса», «Телевизор», «Поп-механика» и др., которые впоследствии стали классикой русского рока.
В середине и конце 1980-х административный контроль над ЛРК стал снижаться, и в клуб были приняты те группы, которые раньше просто не могли быть туда допущены вследствие идеологической сомнительности, а именно «Автоматические удовлетворители», «Народное ополчение», «Юго-Запад» и др. Более того, рок-клуб стал принимать группы и из других регионов СССР. Так, например, группа ДДТ получила своё второе рождение в Ленинграде. В 1989 году здесь выступала «Гражданская оборона»; также на сцене ЛРК выступали Пётр Мамонов и группа «ЧайФ». В феврале 1987 года рок-клуб посетила Йоко Оно, в 1988 — спонтанно заехала и выступила в нём группа Scorpions.
Однако, в то же время наступившая перестройка дала и отрицательный результат для рок-клуба. Так, главные «звёзды» рок-клуба, «Кино» и «Алиса», во второй половине 1980-х перебрались в Москву и более того, рок-музыканты всё больше предпочитали большие концертные площадки клубу. Некоторые группы даже могли ездить за пределы СССР без всяких документов, потому потребность в рок-клубе отпала. В октябре 1988 года прошло последнее общее собрание рок-клуба, после чего рок-клуб как объединение независимых музыкантов фактически прекратил существование, а на его территории появился молодёжный музыкальный центр «Ленинградский Рок-клуб», ставший преемником старого рок-клуба.

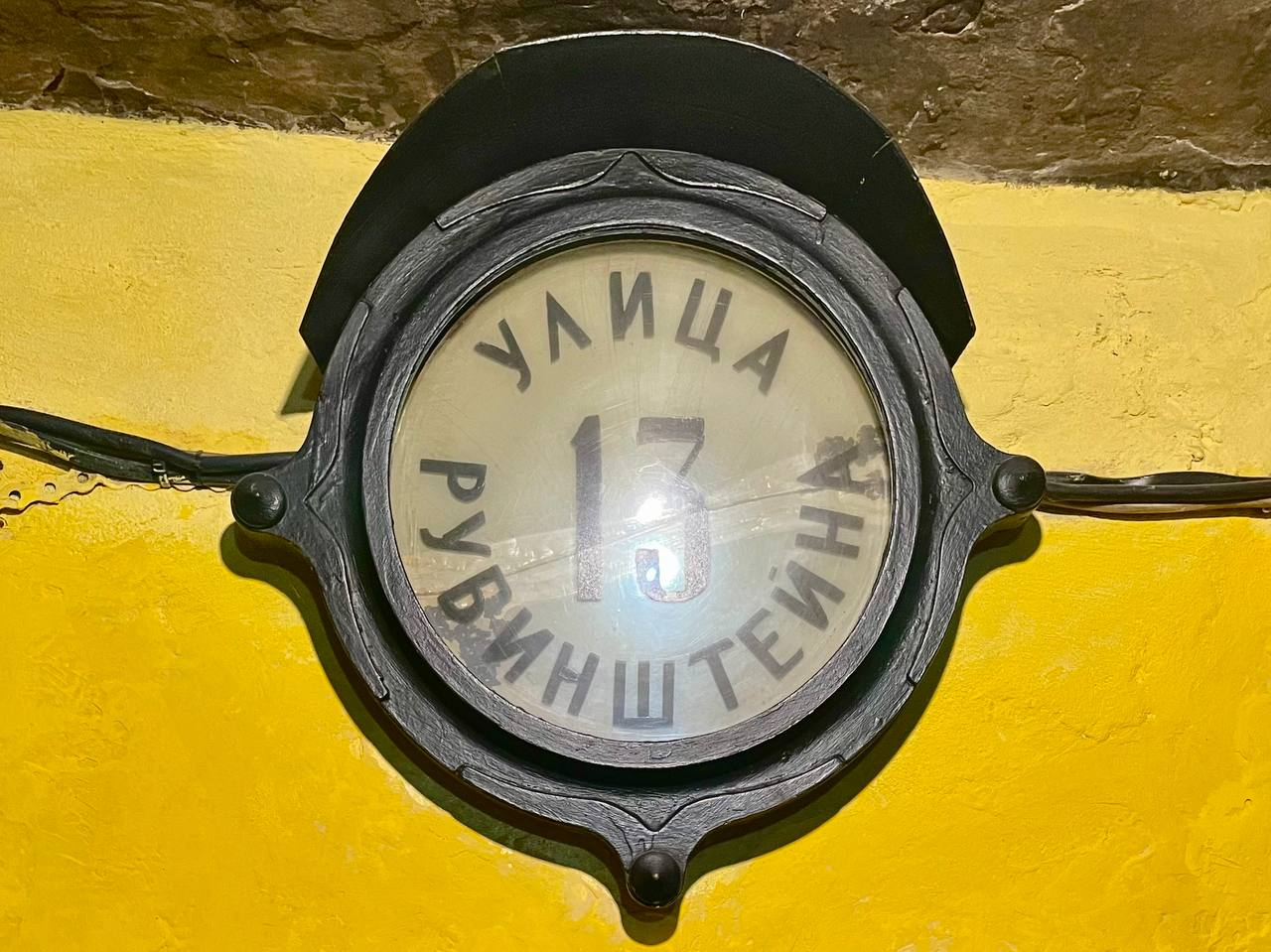
Уличный указатель ул. Рубинштейна, 13 из 1980-х в «Камчатке»

В 1989−1991 годах рок-клубу удалось провести две крупные акции. В 1989 году ЛРК принял участие в международном движении «Некст-стоп-рок-н-ролл», целью которого было сближение советской молодёжи и молодёжи Дании, Швеции, Норвегии, Гренландии и Исландии; состоялся выпуск двойного концертного альбома «Laika» с участием советских и датских групп. В 1991 году состоялся фестиваль, посвящённый 10-летию рок-клуба, где, помимо выступления групп, была представлена экспозиция «Реалии русского рока», на которой были выставлены архивные материалы о деятельности ЛРК (впоследствии бо́льшая их часть исчезла). Восьмой фестиваль, приуроченный к 10-летию рок-клуба и проведённый в марте 1991 года, стал последним событием, организованным «старым» рок-клубом.
В 1990-е годы в связи с распадом СССР и экономическими реформами рок-клуб стал уступать место маленьким рок-клубам западного образца с одной стороны и дискотекам, рейвам и ночным клубам — с другой. В декабре 1995 года был проведён IX фестиваль рок-клуба, а в ночь с 29 на 30 марта 1996 года в Гигант-Холле состоялся концерт, посвящённый 15-летию клуба. Тем не менее, по словам Инны Волковой: «…в 90-е Ленинградский рок-клуб уже не был таким восхитительным, со смешными правилами вступления, над которыми все время хохотали, но и исполняли их строго. <…> Правила стали куда-то деваться, потому что расхлябанность, которая началась в стране, и там тоже брала свои права. Люди уже не вступали в рок-клуб, а вываливались из этой сетки, потому что можно было жить шире и свободнее». Не могла добавить симпатий рок-клубу и обнародованная информация о патронаже КГБ (см. ниже).
По словам Андрея Бурлаки: «Время от времени в бывшем „красном уголке“ ЛМДСТ, куда в 1987 году переселился Рок-клуб, происходили концерты; в середине 90-х там был сделан ремонт и открылся бар; пару лет работал музыкальный магазин, который создали Игорь „Панкер“ Гудков и Игорь „Пиночет“ Покровский, но к концу десятилетия вся активность во дворе исторического особняка на Рубинштейна, 13, сошла на нет». В итоге, весной 1998 года театр Зазеркалье вытеснил с данного адреса «Ленинградский межсоюзный дом самодеятельного творчества» (ЛМДСТ), а в конце 2000 года — окончательно и сам рок-клуб, который остался без помещения.

## 2000-е годы и попытки возрождения ЛРК
- 20 октября 2000 года во дворце спорта Юбилейный прошёл концерт, посвящённый 20-летию рок-клуба. Среди участников были как группы, которые являлись членами рок-клуба, так и те, которые не имели к нему отношения: Телевизор, Пилот, Санкт-Петербург, НЭП, Наталья Пивоварова, КНР (Кадыров-Николаев-Рыбин), Два самолёта, Ночные снайперы, Новая земля, Кирилл Комаров и Константин Арбенин, Краденое Солнце, Максим Леонидов, Вячеслав Бутусов, ДДТ, Чиж и Ко[17]. Часть выступлений была выпущена на диске «20 лет питерскому рок-клубу». Через несколько месяцев после данного концерта рок-клуб окончательно лишился своего места по адресу ул. Рубинштейна, д. 13 и остался без помещения, а в его деятельности наступило длительное затишье.
- В ноябре 2006 года на двух площадках состоялись крупные мероприятия, посвящённые 25-летию Ленинградского рок-клуба: с 16 по 21 ноября в Манеже проводилась выставка-фестиваль, а 19 ноября во дворце спорта Юбилейный прошёл концерт, в котором приняло участие 14 групп, среди которых были: ДДТ, Чиж и Ко, Ночные снайперы, Телевизор, Опасные Соседи, АукцЫон, Разные люди[18]. Также в 2006 году в Санкт-Петербурге состоялись более мелкие мероприятия, посвящённые 25-летию клуба. В день рождения рок-клуба, 7 марта 2006 года, состоялись пресс-конференция и концерт в клубе-музее Камчатка, на которой присутствовали Николай Михайлов, Владимир Рекшан, Михаил Борзыкин, Дмитрий Шагин, Олег Гаркуша, Джордж Гуницкий и выступали Авеню, Наталья Пивоварова, Григорий Сологуб, Андрей Машнин, Александр Чернецкий, Всеволод Грач, Элла Толмачёва, Дмитрий Мулыгин (Ворон Кутха)[19]. А 22 апреля 2006 года в зале «Крыша» Гранд Отеля Европа состоялся закрытый концерт, в котором приняли участие Николай Михайлов, Телевизор, Tequilajazzz, Пикник, Мифы[20]. Однако после проведённых мероприятий никакой дальнейшей деятельности рок-клуба не последовало.
- В 2007 году, к 25-летию ЛРК, в рамках проекта «Архив Русского Рока» была выпущена серия DVD-дисков содержащих архивные записи выступлений рок-музыкантов. Презентация проекта состоялась 9 марта 2007 года в книжном магазине «Буквоед», на ней присутствовали Джордж Гуницкий («Аквариум», рок-критик), Евгений Федоров («Tequilajazzz», «Объект насмешек»), Николай Михайлов (директор «Ленинградского Рок-Клуба»), Михаил Борзыкин («Телевизор») и другие музыканты, а также специальные гости — группа «Кочевники» («Савояры»)[21].
- В январе 2008 года в Санкт-Петербурге, в помещении ДК им. Цюрупы на Обводном канале, состоялось собрание бывших членов оргкомитета ЛРК. На встрече присутствовали: Андрей Бурлака (редактор альманаха «РИО», историк и рок-журналист, член совета в 1984—1989), Михаил Борзыкин («Телевизор», член совета в 1986—1989), Джордж Гуницкий («Рокси», член совета в 1983—1986), Николай Михайлов (экс-«Пикник», член совета с 1981, с того же года до 1989 — Президент), Сергей Осипов (экс-«Телевизор», заведовал звуком клуба в 1985—1989), Владимир Рекшан («Санкт-Петербург», вёл семинар рок-поэзии), Юрий Рулёв (группа «Патриархальная выставка»), Марк Бомштейн (клавишник группы «Джунгли»), Олег Ахмеров (администратор групп «Нокаут» и «Скорая помощь»), Павел Пироган (директор групп «МОДЕСТ», «Провинция», представитель гамбургского клуба «Fabric»), Андрей Митрошин (группа «KAMIKAZE»). Состоялась встреча по инициативе администратора ДК им. Цюрупы, Андрея Антонова, возглавляющего продюсерский центр «Музыка XXI».

Повестка дня была необычной: не пора ли вернуть к жизни Ленинградский Рок-клуб?.. Как это нередко бывает, идея возникла на пересечении интересов нескольких групп людей, у каждой из которых имеются свои резоны ратовать за Рок-клуб и сугубо своё видение того, какое место в культурной жизни Питера и России (равно как и в их собственной) он должен занимать. Кого-то клуб интересовал сугубо как потенциальное место работы. В чьих-то глазах, наоборот, он выглядел как потенциальный объект вложения капитала. Кто-то опасался, что легендарный бренд попадёт в чужие руки — как это случалось с другими популярными именами в истории нашего города. Кто-то верил, что с его помощью можно изменить соотношение сил в шоу-бизнесе. У одних с Рок-клубом ассоциируется славное время юности и единства и они не против тряхнуть стариной, другие готовы рискнуть — чем чёрт не шутит — а третьи внимательно следят за ходом событий, чтобы вовремя вскочить на подножку и заявить, что они «были тут всегда».— Андрей Бурлака. Рок-клуб умер… Да здравствует Рок-клуб?
- 26 марта 2008 года в Манеже Кадетского корпуса состоялся концерт, посвящённый 27-летию Ленинградского рок-клуба. Событие не имело большой рекламы и размаха, а в нём, в основном, приняли участие группы, не имевшие отношения к рок-клубу: Сплин, Чиж и Ко, Телевизор, Модест, НЭП, Крематорий и недавно воссоединившиеся Странные игры[23].
- В апреле 2008 года в Санкт-Петербурге, в баре «Кислород» состоялась первая после долгого перерыва пресс-конференция Ленинградского Рок-клуба, посвящённая планам возрождения этой организации. В президиум вошли: Андрей Бурлака, Михаил Борзыкин, Николай Михайлов, Павел Пироган, Марк Бомштейн и Сергей Паращук (лидер группы «НЭП»).

Разговор с аудиторией начал Николай Михайлов. После него в произвольном порядке, то вместе то порознь, выступали и отвечали на вопросы остальные участники акции. Из их не особо конкретных высказываний можно было уяснить, что в настоящий момент у клуба нет ни юридического лица, ни помещения, ни конкретного плана действий, а по поводу ближайшего будущего мнения инициативной группы значительно расходятся: так, Михайлов намекал на будто бы ведущиеся переговоры с городскими властями, в то время как Борзыкин и Бурлака утверждали, что не хотят иметь дела с правительством Матвиенко, которое легендарный рок-критик, вообще, считает преступным. Пироган почему-то говорил о возрождении в России арт-рока (в этом стиле играет подшефная ему группа), Бомштейн — о музыкальном просвещении, вскользь упоминалось о планах гастролей, мастер-классах, репетиционных помещениях, фонотеке и библиотеке, но всё это как-то неконкретно…— Дмитрий Артемьев. Рок-клуб приоткрывает карты…
Инициативы 2008 года поддержки не нашли.

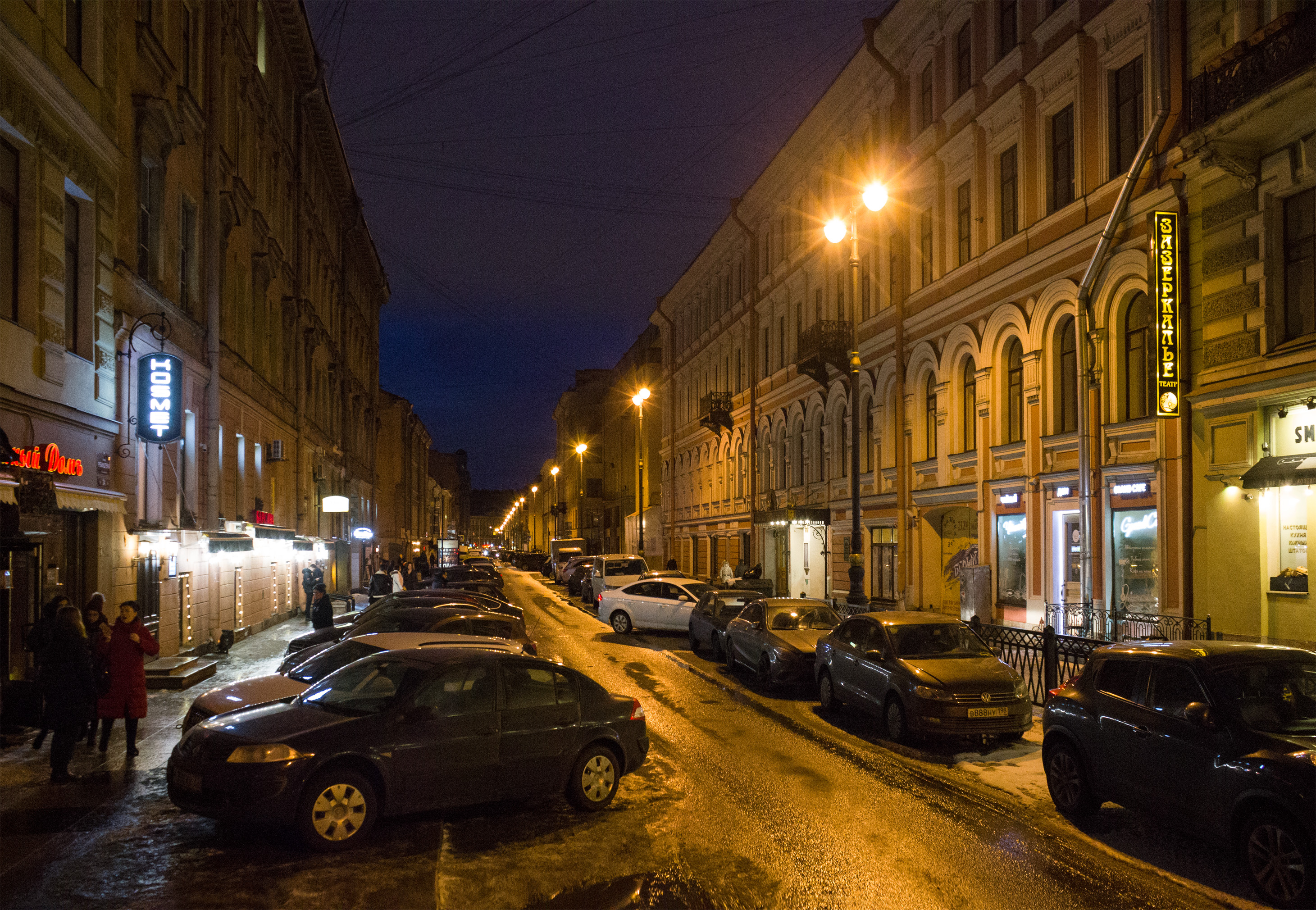
ул. Рубинштейна, 13

- 5 февраля 2010 года состоялась очередная попытка возрождения рок-клуба, когда начал работать Концертный зал Ленинградского — Санкт-Петербургского рок-клуба, расположенный на втором этаже ДК Ленсовета. На открытии выступали группы Птичкин лес, Воланд, Наше время, Взdoor[25]. В дальнейшем по несколько раз в неделю там стали проводиться концерты других групп из Санкт-Петербурга. 6 марта там же прошёл концерт, посвящённый 29-летию рок-клуба. В нём приняли участие Телевизор, Разные люди, Санкт-Петербург, Дядя Сэм, Юрий Рулёв (Патриархальная выставка), Теория, Осы[26]. На волне энтузиазма было открыто ООО «ЛРК». Через некоторое время концерты прекратились, а ООО «ЛРК» прекратило существование. Ещё одним местом базирования рок-клуба в 2010 году стало помещение по адресу Лиговский проспект, дом 50. Там рок-клуб находился примерно год[27].
- В октябре 2010 года была предпринята очередная попытка «возобновления концертной деятельности Ленинградского рок-клуба, с сохранением всех его традиций», но под названием «Петербургский рок-клуб». Точкой возрождения должен был стать рок-концерт в петербургском клубе «Money-Honey», инициаторами и организаторами мероприятия стали рок-журналист Андрей Бурлака и продюсер Юрий Байдак. По поводу этой попытки Михаил Борзыкин отозвался так: «Это процесс перманентный, стихийный и довольно хаотичный; периодически возникают группы лиц, пытающиеся каким-то образом выдать себя за возрожденцев. В данном случае я не знаю, кому принадлежит эта инициатива и получится ли из неё что-нибудь. Как всегда, будем надеяться… Жаль, что предыдущие инициативы потихонечку сходят на нет в виду инертности социальной среды»[28].
- 5 ноября 2011 года во дворце спорта Юбилейный состоялся концерт, посвящённый 30-летию рок-клуба. На данном концерте удалось собрать практически всех музыкантов, которые имели отношение к классическому рок-клубу 1980-х: выступали Алиса, Фёдор Чистяков и F4Band, АВИА, НОМ, Аквариум, Телевизор, Колибри, ДДТ, АукцЫон, Пикник, Мифы, а также гости Настя и Разные люди[29].
- В июне 2012 года рок-клуб переехал по адресу улица Цветочная, дом 6. При участии Николая Михайлова, Геннадия Барихновского, групп «Тим Тайлер» и «Пиковый змей» 9 июня 2012 года состоялось официальное открытие новой площадки ЛРК. Там рок-клуб находился до июля 2013 года, после чего на некоторое время переехал по адресу улица Константина Заслонова, дом. 3[27]. 1 марта 2013 года в арт-центре на Пушкинской-10 состоялась презентация пластинки «Ленинградский рок-клуб. Новое поколение».
- 4 июня 2016 года на Дворцовой площади состоялся концерт «Наши в городе. Музыка свободы», посвящённый 15-летию Нашего радио и 35-летию Ленинградского рок-клуба. На концерте выступили Пикник, АВИА, ДДТ, Симфоническое Кино[30]. Вход на концерт был бесплатный, его запись была показана на Первом канале.

## Двойники Ленинградского рок-клуба
Ленинградский рок-клуб Тима Тайлера
В 2011 году вице-президентом Ленинградского рок-клуба стал лидер группы «Тим Тайлер» Антон Шлей, переехавший в Санкт-Петербург из Челябинска в 2005 году. Антон Шлей проработал на данном посту до 2017 года и внес существенный вклад в дело рок-музыки Санкт-Петербурга. Было издано шесть музыкальных сборников "Ленинградский рок-клуб. Новое поколение", где наравне с молодыми исполнителями участвовали  былые участники рок-клуба, Два года выпускался журнал "Берег Питера" в соавторстве с Джорджем Гуницким. На телеканала ВОТ выходила передача "Однажды в рок-клубе", которую вели Антон Шлей и Николай Михайлов. В результате раскола между Шлеем и последним президентом Ленинградского рок-клуба Николаем Михайловым в 2015 году Антон Шлей основал Рок-клуб Тима Тайлера, став его президентом. Новый клуб стал располагаться по адресу Звенигородская улица, дом 1. В настоящее время клуб базируется во Всеволожске  (Лен. область) и проводит ежегодные летние опен-эйры: «Клевый рок», «Победа».
ООО «Ленинградский рок-клуб продакшн»
В 2017 году возрождением Ленинградского рок-клуба решил заняться Иван Беспалько (псевдоним — Маршал), родившийся в 1984 году в Шахтёрске, работавший в местной милиции и в 2015 году переехавший из Украины в Санкт-Петербург. После знакомства с Николаем Михайловым последний без договорённости с до сих пор формально существующим Советом ЛРК и учредителями назначил Беспалько вице-президентом рок-клуба, В результате в марте 2019 года было зарегистрировано ООО «ЛРК Продакшн», генеральным директором которого стал являться Иван Беспалько, а в ноябре того же года официально возникла Региональная общественная организация «Ленинградский рок-клуб», президентом которого стал также Иван Беспалько. Новый клуб стал базироваться на Беговой улице, д. 3, директором стал Игорь Серебренников. С точки зрения руководства нового клуба, Ленинградский рок-клуб не может никому принадлежать, поскольку является всероссийским достоянием, а за самой организацией ещё в 1980-е годы был закреплён только логотип, но не наименование. В преддверии наступления 2020 года в своей группе ВКонтакте новый рок-клуб предлагал организацию корпоративов в разных стилях, в том числе шансон и караоке, с привлечением лучших музыкантов ЛРК. В дальнейших планах нового ЛРК — поддержка не только рок-, но также рэп- и электронных музыкантов.
Однако такие действия вызвали недовольство многих музыкантов и членов старого рок-клуба. Например, заместитель президента Ленинградского рок-клуба, организатор современных концертов и фестивалей ЛРК Варвара Добромелова считает:

 «Раньше ЛРК был синонимом музыки для контркультурной, думающей молодёжи, для тех, кто выступает в авангарде любого протеста или новаторства, а сейчас получается, что эта история скатилась до уровня районного кабака».— Гуницкий Дж., Ибрагимова М. Ленинградский рок-клуб: фрагменты хроники прошлых лет. — СПб.: 2020. — С. 46—47.
Джордж Гуницкий на личной странице ВКонтакте разместил меморандум, в дальнейшем подписанный другими рокерами:.

<…>
3. Открыть заново теперь в городе Санкт-Петербурге организацию либо место с теми же свойствами и традициями, какими обладал рок-клуб на ул. Рубинштейна, 13, и с таким же названием, в наше время невозможно по объективным причинам.

4. Мы считаем необходимым заявить, что все организации, которые используют теперь название ЛРК, не имеют на малейшего отношения к подлинному рок-клубу на ул. Рубинштейна, 13 и к Совету рок-клуба тех лет и, соответственно, люди их представляющие, представляют только самих себя и более никого. К настоящему и подлинному ЛРК эти вновь созданные структуры никакого отношения не имеют.— Джордж Гуницкий

## Фестивали рок-клуба
Выступление на фестивале подводило итог деятельности группы за год; поэтому, по негласному правилу, нужно было представлять новую программу. В состав жюри входили сотрудник ЛМДСТ, 2 человека от рок-клуба (президент и член совета), член ВЛКСМ и представители творческих союзов, радио, прессы, концертных организаций (частым гостем фестивалей был писатель и журналист Александр Житинский, который делился впечатлениями от концертов в рубрике «Записки рок-дилетанта» в журнале «Аврора»).
I фестиваль — «Первый городской смотр-конкурс любительских групп» (13—16 мая 1983 года)
| Участники | Состав жюри |
| --- | --- |
| - Меломаны - Мифы - Яблоко - Мануфактура - Зоопарк - Пикник - Пилигрим - Россияне - Джонатан Ливингстон - Странные игры - Аквариум - Тамбурин - Плюс - Патриархальная выставка | - Надежда Афанасьева (председатель, ЛМДСТ) - Абрам Юсфин (Союз композиторов) - Николай Мейнерт (Эстонское радио) - Николай Михайлов (председатель совета рок-клуба) - Анатолий Гуницкий (член совета рок-клуба) - Николай Харлампиев (обком ВЛКСМ) - О. Шульга (фирма «Мелодия») |

- Диплом I степени — Мануфактура (за оригинальное решение концертной программы)
- Диплом II степени — Аквариум (за поиск новых выразительных средств в рок-музыке), Мифы (за высокий профессионализм)
- Диплом III степени — Странные игры (за артистизм и целостность музыкального и сценического решения программы), Россияне (за цельность и принципиальность в реализации идей рок-музыки), Тамбурин (за яркий мелодизм и мягкость звучания), Пикник (за удачные композиционные решения)

Почётными грамотами награждены: Виктор Салтыков (лучший вокалист), Александр Ляпин (лучший лидер-гитарист), Сергей Семёнов (лучший бас-гитарист), Александр Кондрашкин (лучший барабанщик), Владимир Леви (лучший исполнитель на акустической гитаре), Олег Скиба (лучший исполнитель на клавишных; за композицию «Миллионный Дом»), Александр Рахов (лучший в разряде «прочие инструменты» — саксофонист), Ольга Домущу (за артистизм и вокальное мастерство), Сергей Курёхин (за лучшие аранжировки), Майк Науменко (за лучшие тексты).
К моменту проведения фестиваля из клуба уходили группы, исполняющие хард-рок; набирала популярность «новая волна».
Официальные релизы: Зоопарк — I Ленинградский рок-фестиваль (2010, в рамках переиздания альбома «Blues de Moscou»).
II фестиваль (18—20 мая 1984 года)
| Участники | Состав жюри |
| --- | --- |

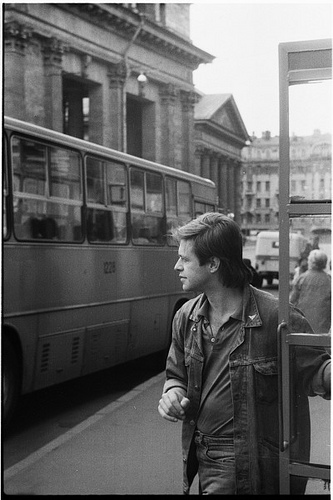
Борис Гребенщиков в 1987 году

| - Кино - Зенит - Секрет - Мануфактура - Зоопарк - Джунгли - Алиса - Джонатан Ливингстон - Странные игры - Аквариум - Тамбурин - Плюс - Продолжение следует - Теле-У - Телевизор - Орнамент - Патриархальная выставка | - Надежда Борисова (председатель, ЛМДСТ) - Александр Житинский (журнал «Аврора») - Николай Мейнерт (Эстонское радио) - Николай Михайлов (председатель совета рок-клуба) - Артемий Троицкий (журналист) - Анатолий Гуницкий (член совета рок-клуба) - Абрам Юсфин (Союз композиторов) - Сергей Пилатов (горком ВЛКСМ) |

Лауреаты: Аквариум, Кино, Секрет, Теле-У, Тамбурин, Джунгли, Телевизор
Грамотами отмечены: Секрет (за артистизм), Тамбурин (за высокий художественный уровень аранжировки и качество исполнения), Теле-У (за исполнительное мастерство), Джунгли (за музыкально-композиционное решение программы), Борис Гребенщиков (за вклад в развитие ленинградского рок-клуба), Майк Науменко (за последовательную разработку сатирической темы).

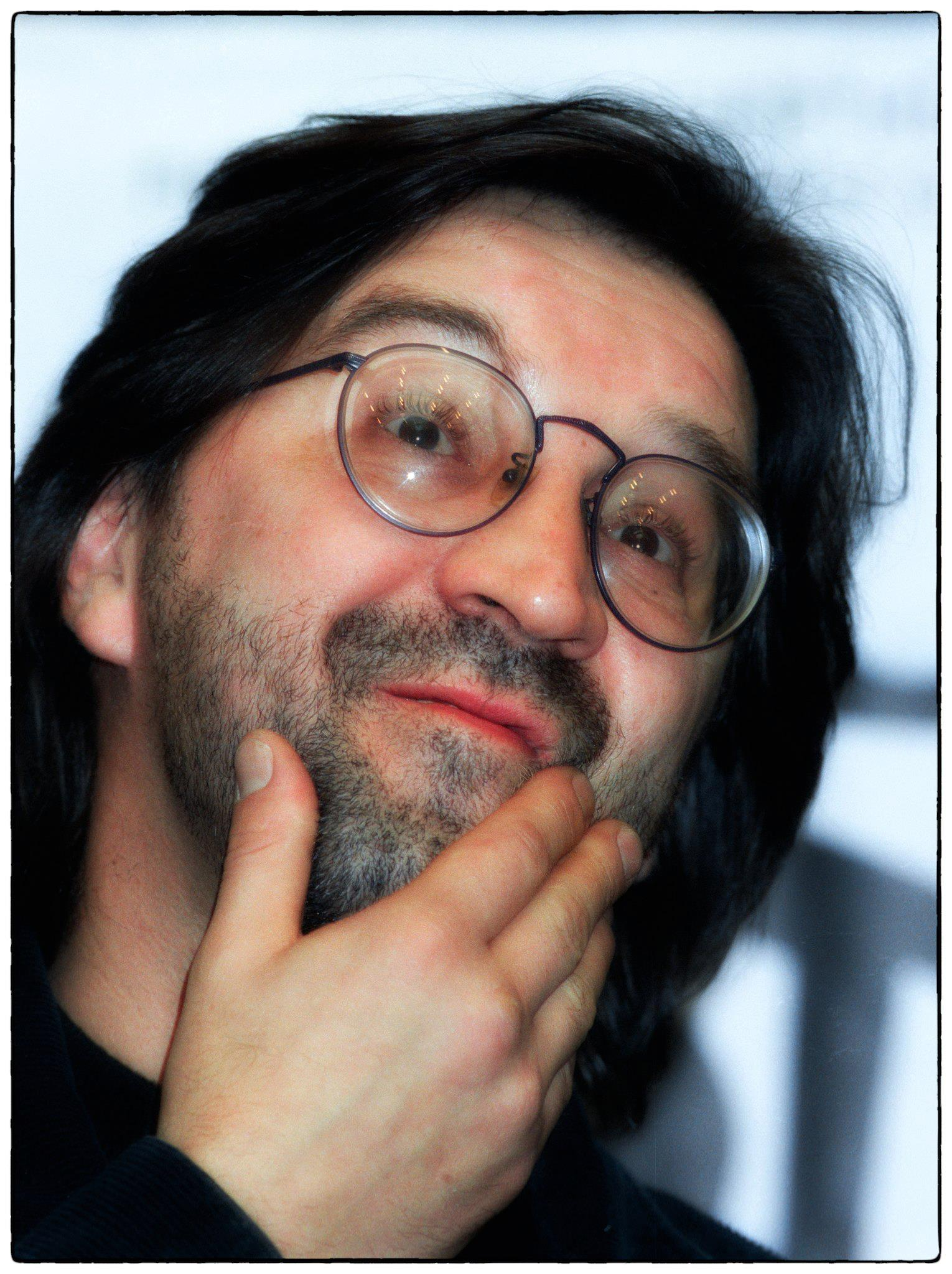
Рок-музыкант Юрий Шевчук, лидер группы ДДТ (фото 1999 года)

Специальными призами награждены: Тамбурин (приз горкома ВЛКСМ за идейно-художественный уровень), Мануфактура (приз комитета ВЛКСМ производственного объединения «Кировский завод» за творческий поиск), Зоопарк (приз комитета ВЛКСМ Ленинградского оптического института и приз зрительских симпатий).
Официальные релизы:
1. Секрет — II фестиваль Ленинградского рок-клуба. Лауреатский концерт в ДК Крупской 11 июня 1984 года (2023, в рамках переиздания альбома «Ты и я»)[37]
2. Телевизор — II фестиваль Ленинградского рок-клуба (2009, в рамках переиздания альбома «Шествие рыб»)

III фестиваль (15—17 марта 1985 года)
| Участники | Состав жюри |
| --- | --- |

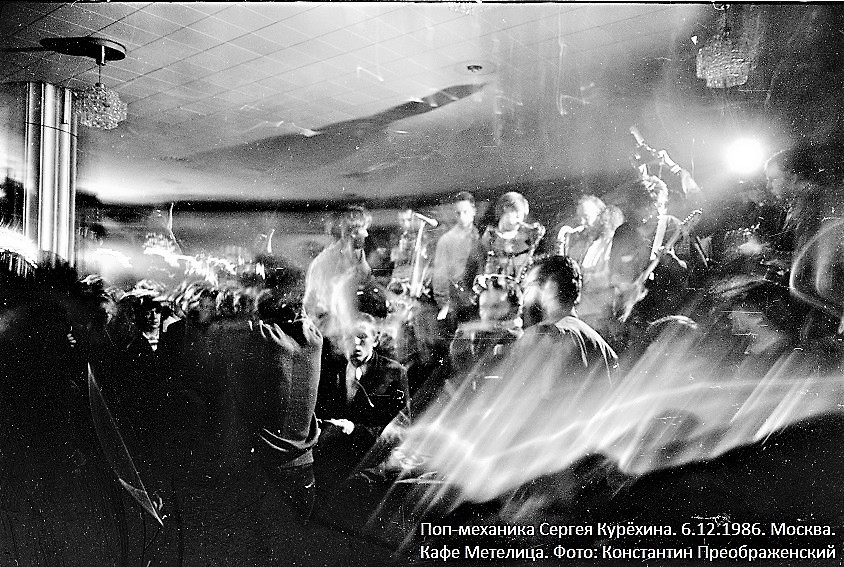
Поп-механика в 1986 году

| - Кино - Союз любителей музыки рок - Тамбурин - Поп-механика - Джунгли - Алиса - Микроклимат - Аквариум - Пепел - Гранд-Цирк - Странные игры - Теле-У - Телевизор - Монрепо - Прииск - Патриархальная выставка | - Наталья Веселова (председатель, ЛМДСТ) - Николай Крыщук (Союз писателей) - Николай Михайлов (председатель совета рок-клуба) - Сергей Исаев — заместитель заведующего отдела культуры ОК ВЛКСМ - Наталья Красовская (инструктор Главного управления культуры) - Анатолий Гуницкий (член совета рок-клуба) - Александр Брицын (Союз композиторов) - Станислав Пучков — член Союза композиторов, заведующий отделом эстрадной музыки Единого научно-методического центра - В. Андреенко (заведующий оркестровым отделом ЛМДСТ) |

Лауреаты: Кино, Алиса, Джунгли, Телевизор, Странные Игры, Теле-У, Тамбурин
Специальными призами награждены:
- За артистизм — Кино
- За высокий художественный уровень аранжировки — Странные игры
- За интересное музыкально-композиционное решение программы — Выставка
- Приз «Надежды» — Цирк
- За творческий поиск — Джунгли
- За поиск новых музыкальных выразительных средств — С. Курёхин
- Приз совета получает Телевизор за большую творческую и организационную помощь в организации и проведении 3-го смотра-конкурса рок-групп.

Официальные релизы:
1. Кино — III фестиваль Ленинградского рок-клуба (1996, в рамках издания сборника «Концерт в рок-клубе»; 2021 год, в рамках переиздания альбома «Ночь»)
2. Телевизор — III фестиваль Ленинградского рок-клуба (2009, в рамках переиздания альбома «Шествие рыб»)

IV фестиваль (Дворец культуры «Невский», 30 мая—1 июня 1986 года)
| Участники | Состав жюри |
| --- | --- |

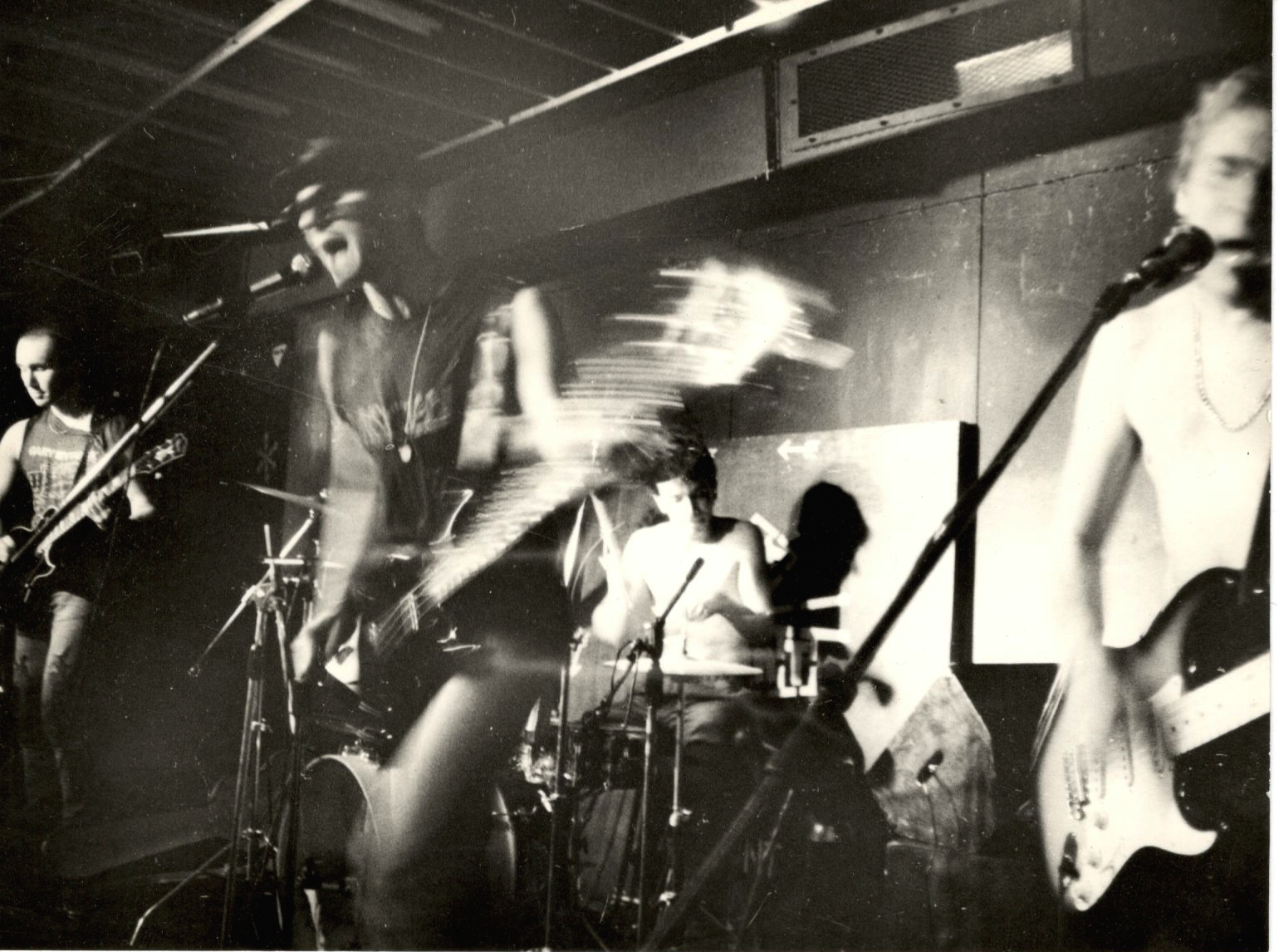
группа «Игры», конец 80-х

| - Кино - АукцЫон - Игры - Алиса - Зоопарк - Модель - Город - Провинция - Объект насмешек - Аквариум - Джунгли - Электростандарт - АВИА - Телевизор - Присутствие - Патриархальная выставка | - Наталья Веселова — председатель жюри, зав. отделом любительских объединений ЛМДСТ, куратор рок-клуба. - Александр Житинский — член Союза писателей. - Станислав Пучков — член Союза композиторов, представитель Ленконцерта. - Николай Михайлов — председатель совета рок-клуба - Наталья Красовская — инструктор Управления культуры. - Анатолий Гуницкий — представитель Совета рок-клуба. - Лариса Мельникова — театральный критик (Всероссийское театральное общество) - Александр Колкер — член Союза композиторов. - Нина Барановская — член Союза журналистов, зав.репертуарным отделом ЛМДСТ. - Николай Надиров — инструктор Отдела культуры Обкома ВЛКСМ. |

Лауреаты: Аквариум, Модель, АВИА, АукцЫон, Зоопарк, Джунгли, Алиса
Лучшие инструменталисты: Александр Ляпин (Аквариум) — соло-гитара, Игорь Тихомиров (Кино) — бас-гитара, Александр Кондрашкин (АВИА) — ударные, Николай Гусев (АВИА) — клавишные
Грамотами отмечены: Виктор Цой (Кино) — приз за лучшие тексты, Сергей Рогожин (АукцЫон) — вокал, Олег Гаркуша (АукцЫон) — за артистизм
Лучшие песни: «Любовь — это все, что мы есть» (Аквариум), «Иллюзии» (Зоопарк), «Перемен» (Кино), «Осенний блюз» (Присутствие)
Приз «Надежда»: Провинция
По мнению Владимира Рекшана, данный фестиваль обозначил рок-клуб как общегородское явление. Михаил Борзыкин («Телевизор»), выступавший с критикой политики рок-клуба, исполнил на фестивале незалитованные песни «Мы идём» и «Выйти из-под контроля»; этот ход лишил группу лауреатства, и ей на полгода запретили концерты. Внесение в число лауреатов группы «Модель» вызвало скандал, который привёл к переизбранию совета клуба.
Официальные релизы:
1. Зоопарк — W (альбом) (2000)
2. Кино — IV фестиваль Ленинградского рок-клуба (2020 год, в рамках издания альбома «Любовь - это не шутка»)

V фестиваль (Ленинградский дом молодёжи, 5—7 июня 1987 года)
| Участники | Состав жюри |
| --- | --- |

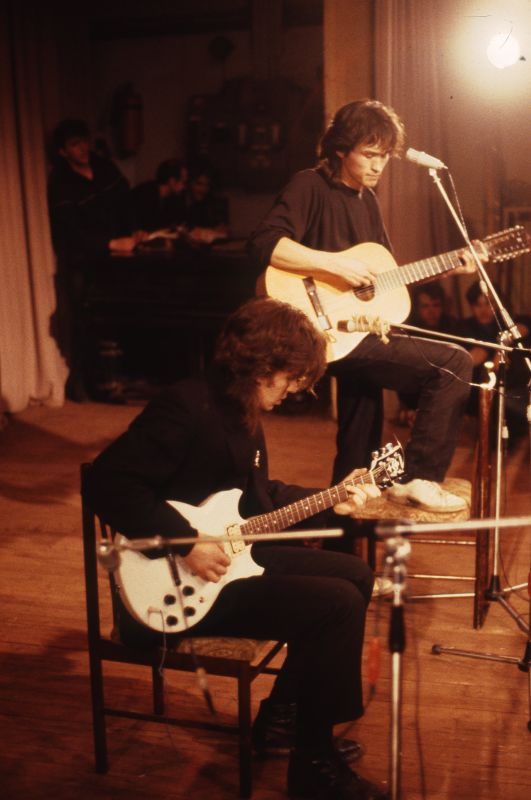
Ю. Каспарян и В. Цой на концерте в Ленинграде, 1987 год

| - Кино - АукцЫон - Игры - Алиса - Зоопарк - Александр Башлачёв - Сезон дождей - Провинция - Объект насмешек - Аквариум - Джунгли - ДДТ - Санкт-Петербург - АВИА - Телевизор - Присутствие - Патриархальная выставка - Охота романтических их - Младшие братья - Буратино - Последние известия - Фронт - Ноль - Нате! - Автоматические удовлетворители (АУ) - Юрий Наумов | - Наталья Веселова — председатель (ЛМДСТ) - Александр Житинский (Союз писателей) - Станислав Пучков (Ленконцерт) - Николай Михайлов — председатель совета рок-клуба - Наталья Красовская (Главное управление культуры) - Анатолий Гуницкий (член совета рок-клуба) - Лариса Мельникова — театральный критик (Всероссийское театральное общество) - Абрам Юсфин (Союз композиторов) - Николай Надиров (ОК ВЛКСМ) |

Специальными призами награждены: Сезон дождей — за профессионализм, верность традициям и хороший вкус, Кино — за творческое совершеннолетие, Телевизор — за художественную цельность, Алиса — за единство, АукцЫон — за превращение идеи аукциона в идею караван-сарая, АВИА — приз имени АВИА, Объект насмешек — за шокинг, Ноль — за всё с надеждой, Джунгли — за музыку, Юрий Наумов — за чистоту и искренность, Зоопарк — за трезвость, ставшую нормой, ДДТ — за мощь, Патриархальная выставка — за чистоту стиля, Аквариум — за свет и любовь. Это первый фестиваль ЛРК с участием группы ДДТ. Группа ДДТ выступала предпоследней, перед «Аквариумом» и стала его главным открытием.
Лучшие инструменталисты: Андрей Нуждин (Игры) — гитара, Юрий Наумов — гитара, вокал, Андрей Отряскин (Джунгли) — гитара, Никита Зайцев (Санкт-Петербург, ДДТ) — гитара, Максим Пшеничный (Сезон дождей) — гитара, Игорь Тихомиров (Кино, Охота романтических их, Джунгли) — бас-гитара, Александр Титов (Аквариум) — бас-гитара, Александр Кондрашкин (АВИА, Объект насмешек, Джунгли) — барабаны, Михаил Нефёдов (Алиса) — ударные, Николай Гусев (АВИА) — клавишные, Сергей Рогожин (Аукцыон, Охота романтических их) — вокал, актёрское мастерство, Юрий Шевчук (ДДТ) — вокал, актёрское мастерство, Антон Адасинский (АВИА) — актёрское мастерство, Михаил Чернов (ДДТ) — саксофон, Фёдор Чистяков (Ноль) — баян, Павел Литвинов (АукцЫон, Джунгли) — перкуссия, Сергей Ерёмин (Телевизор) — звук, Владимир Рекшан (Санкт-Петербург) — лучший хранитель традиций ленинградского рока.
Лучшие песни: «Легенда» (Кино), «Поколение дворников и сторожей» (Аквариум), «Театр Станиславского» (Юрий Наумов), «Чёрное Шоссе» (Патриархальная выставка), «Доктор Хайдер» (Ноль), «Дети уходят» (Телевизор).
Приз «Надежда»: Александр Башлачёв.
Были упразднены цензура и система лауреатства. Отмечалось большое количество музыкантов из других городов, что впоследствии дало пищу для разговоров о фестивале как о триумфе «национального рока» в противовес популярным в Ленинграде нововолновым увлечениям.
Официальные релизы:
1. Зоопарк — W (альбом) (2000)
2. Кино — V фестиваль Ленинградского рок-клуба (2019, в рамках переиздания альбома «Группа крови»)
3. Александр Башлачёв — V фестиваль Ленинградского рок-клуба (2023)

VI фестиваль (I этап 19—22 мая 1988 года, II этап Зимний стадион, 4—10 июня 1988 года)
Участники I этапа: Мухомор, Дети, Ё, Тихий омут, Время любить, Амальгама, Мисс А., Тайное голосование, Штормовое предупреждение, Движение, Против течения, Токио, Петля Нестерова, Младшие братья, Бриллианты от Неккермана, НЭП, 600, Дурное влияние, Народное ополчение, Изолятор, Присутствие, Мат, Бригадный подряд, НОМ, Ситуация.
Лучшие группы были отобраны для участия во II этапе.
Участники II этапа: Дурное влияние, Петля Нестерова, Игры, Рок-штат, Фронт, Мат, Народное ополчение, Автоматические удовлетворители, Ноль, Джунгли, Бригадный подряд, Аукцион, 600, Ситуация, НОМ, Диктатура, Бриллианты от Неккермана, Дети, Время любить, Младшие братья, Опасные Соседи, Нате!, Юрий Наумов и Проходной двор, Нюанс, Сезон дождей, Мифы, Санкт-Петербург, Объект насмешек, Калинов мост, Телевизор, Чай-Ф, Корпус-2, Аптека, Юрий Морозов, ДДТ, Ноль, Алиса, Джоанна Стингрей и Игры, ГПД.
Жюри на фестивале не учреждалось, призы и лауреатские звания не присуждались. Фестиваль едва не был сорван городскими властями, но этому воспрепятствовал стихийный протест музыкантов и зрителей, которые, выйдя к Смольному, добились переговоров и получили разрешение.
Официальные релизы:
1. Сборник «6 ленинградский фестиваль рок-музыки» (1988);
2. Ноль — 6 ленинградский рок-феститваль (CD+DVD) (2010).

VII фестиваль (7—11 июня 1989 года)
Участники: Экс-миссия, Буква «О», Диктатура, Выставка, Гражданская оборона, Токио, Оле Лукойе, Дурное влияние, Беглец, Рок-штат, Премьер, Фронт, Время любить, Паутина, Скорая помощь, НЭП, Петля Нестерова, Народное ополчение, Нате!, Сезон дождей, Духи, Трилистник, Джунгли, Весёлые картинки, Алиса, Бриллианты от Неккермана, НОМ, Оркестр А, АукцЫон.
На фестивале смогли принять участие все желающие участники рок-клуба. Лауреатские звания не присуждались. Выступление группы «Гражданская Оборона» некоторыми расценивается как высшая точка популярности сибирского панка в целом и закатом «золотого века» русского рока.
VIII фестиваль (7—10 марта 1991 года, Юбилейный, 12—14 марта 1991 года)
Участники фестиваля в Ленинградском рок-клубе, 7—10 марта 1991 года: Россияне, Сергей Сидорин, Санкт-Петербург, Тамбурин, ОГПУ им. Ю. Морозова, Патриархальная выставка, Джунгли, Колибри, Внезапный сыч, Петля Нестерова, Трилистник, НЗ, Стиль & Стюарты Копленды, Сезон дождей, Кошкин дом, Турецкий чай (группа Александра Ляпина), Паутина, Тайное голосование, Андрей Машнин, Дурное влияние, Корпус 2.
Участники фестиваля во Дворце спорта Юбилейный, 12—14 марта 1991 года: Собака Це Це, Народное ополчение, Юго-Запад, АукцЫон, Ноль, Алиса, Опасные Соседи, НОМ, АВИА, Дети, ДДТ, Мифы, НЭП, Объект насмешек, Игры, Два самолёта, Аквариум (совместно с ними песню «Пригородный блюз» спел Майк Науменко).
Для празднования юбилея клуба были приглашены спонсоры, телевидение. Жюри на фестивале не учреждалось, призы и лауреатские звания не присуждались. Исполнение «Аквариумом» песни «Зоопарка» «Пригородный блюз» совместно с Майком Науменко является одним из его последних появлений на сцене. По итогам концерта был выпущен сборник на 4 пластинках «Однажды в Рок-клубе». Данный фестиваль стал последним, проведённым «старым» рок-клубом, и обычно с этим событием связывают конец активного существования Ленинградского рок-клуба.
Другие официальные релизы:
1. Юго-Запад — VIII фестиваль Ленинградского рок-клуба (2017, в рамках издания антологии группы периода 1988-91 годов)

IX фестиваль (декабрь 1995 года)
Участвовали: Марина Капуро, Странные игры, Tequilajazzz, ДДТ.

## Группы Ленинградского рок-клуба
К концу активного существования рок-клуба, то есть к началу 1990-х, его членами являлось более 150 групп. Каждый участник получал удостоверение члена рок-клуба, и за время его существования до первой половины 1990-х их было выдано более 700. Обладателем удостоверения с номером 001 являлся Коля Васин.
Список групп и исполнителей, входивших в Ленинградский рок-клуб к началу 1990-х:
| - 600 - АВИА - Автоматические удовлетворители - Автопортрет - Азарт - Аквариум - Алиса - Амальгама - Атлас - Атолл А - АукцЫон - Бастион - Башлачёв, Александр - Беглец - Бесполезные советы - Блики - Бригадный подряд - Бриллианты от Неккермана - Буква О - Буратино - Буфф - Время - Время любить - Выход - Генератор белого шума - Герника - Главный калибр - Гора, на которой растут бобы - Гранд-Цирк - Два самолёта - Движение - ДДТ - Демокритов колодец - Десять тонн - Дети - Джонатан Ливингстон - Джунгли - Диктатура - Дилетанты - Дилежанс - Доктор | - Домашняя лаборатория - Дурное влияние - Духи - Ё - Зенит - Зеркало - Знаки препинания - Зоопарк - Иваноff - Игры - Идея фикс - Изолятор - Интервью - Искушение - Каменный гость - Камикадзе - Кино - Клуб кавалера Глюка - Колибри - Компромисс - Корпус 2 - Кофе - КошКин дом - Крематор - Кризис - КСК - Курьер - Легион - Лес - Летний сад - Луна - Мануфактура - Мат - Машнин Андрей - Меломаны - Микроклимат - Мисс Армитадж - Мифы - Младшие братья - Модель - Монрепо | - Мотор-блюз - Морозов, Юрий - Народное ополчение - НЗ - Нате! - Невеста - Немного солнца в холодной воде - Нокаут - Ноль - НОМ - Номер - НЭП - Объект насмешек - Оле Лукойе - Опасные Соседи - Опера - Опыты А. Ляпина - Оркестр А - Орнамент - Охота Романтических Их - Парадоксы - Патриархальная выставка - Паутина - Пепел - Петля Нестерова - Петроградская сторона - Пикник - Пилигрим (группа Александра Царовцева) - Пластполумер - Плюс - Поп-механика - Последние известия - Почта - Правила левой руки - Премьер - Препинаки - Прииск - Присутствие - Провинция - Продолжение следует - Против течения | - Проходной двор (группа Юрия Наумова) - Рок-штат - Россияне - Санкт-Петербург - Сезон дождей - Сейф - Секрет - Ситуация - Скорая помощь - Собака Це Це - Союз любителей музыки рок - Стиль & Стюарты Копленды - Стандарт (проект музыкантов группы «Странные игры») - Странные игры - Тайное голосование - Тамбурин - Театр имени Кукол - Теле-У - Телевизор - Тет-а-тет - Техническая помощь - Тихий омут - Тим Тайлер - Токио - Третий Рим - Трилистник - Турецкий чай (группа Александра Ляпина) - Феникс - Фронт - Фрукты и овощи - Холодный дождь - Хрустальный шар - Шесть дней - Штормовое Предупреждение - ЭДС - Экс-миссия - Электростандарт - Югендштиль - Юго-Запад - Яблоко |

## Патронаж КГБ
Бывший генерал-майор КГБ Олег Калугин в одном из интервью 1992 года рассказал, что деятельность Ленинградского рок-клуба курировалась КГБ, как, впрочем, и деятельность «практически всех выдающихся ленинградцев… потому что эти люди были неординарны, талантливы, имели своё мнение. И нужно было следить, куда это мнение их заведёт: в диссидентство, шпионаж или что другое».

— Вы охотно рассказываете, на кого стучали, но умалчиваете о тех, КТО стучал. 

— Как офицер КГБ, военнослужащий, я не имею права раскрывать людей, которые в силу каких-то обстоятельств сочли необходимым или возможным сотрудничать с Комитетом, — это было бы просто аморально. К тому же некоторые агенты выполняли необходимую для общества работу. Пусть лучше они сами раскроются, пусть их гражданская совесть заговорит! И вообще, давайте попробуем посмотреть на дело с другой стороны. КГБ создал в Ленинграде рок-клуб, был его спонсором, а непосредственные организаторы — нашими агентами. Да, Комитет стремился поставить под контроль анархические тенденции в музыкальной жизни города, но объективно создание рок-клуба было полезным для общества! Зачем же теперь раскрывать этих мальчиков-джазистов? Может, они и так клясть себя всю жизнь будут, мучиться? Они же не принесли вреда, были незнающими и не ведающими ребятами, пусть проявившими слабость, но честными и порядочными. Некоторые из них сейчас стали известными людьми…— О. Д. Калугин, бывший генерал-майор КГБ
В концертном зале клуба существовали специальные места, на которых располагались сотрудники КГБ, а также представители КПСС и комсомола, в задачу которых входило наблюдение за происходящим в клубе. Потенциально опасные с точки зрения органов музыканты, которые могли высказываться против власти или просто эпатировать публику (главным образом, панк-рокеры), к участию в рок-клубе не допускались. Тем не менее рок-клуб был единственным местом в городе, где можно было легально играть рок.
Как написал Александр Житинский:

По утверждению [Николая] Михайлова, никто из членов клуба (без всяких исключений!) не избежал контактов с КГБ. А вот степень этих контактов была разная. За первые восемь лет существования клуба у него сменилось три куратора от КГБ. Фамилий их никто не знал, а вот имена сохранились для истории. Первого звали Владимир Валентинович. Он был старше музыкантов и имел ортодоксальные взгляды. Впоследствии он женился на кураторе рок-клуба от ЛМДСТ Надежде Афанасьевой. Следующего куратора звали Володя, он был мягче, а впоследствии стал резидентом. Последний куратор, Леша, тоже особо не давил.
По словам Бориса Гребенщикова:

Любые концерты в то время можно было представить как подсудную деятельность, а вступление в рок-клуб позволяло играть на сцене Дома самодеятельности и вообще общаться. <…> Естественно, во времена рок-клуба нам было прекрасно известно, что за всем этим стоит КГБ, но КГБ — просто организация, а под колпаком была вся страна. И мы делали всё возможное, чтобы получить удовольствие в этих абсурдных условиях.

Джордж Гуницкий так высказывается по поводу взаимоотношений КГБ и рок-клуба:

…Калугин был прав. Спорить не приходится, ГБ в те благословенно-уродливые годы была организацией всесильной. Рок-н-ролл точно так же, как и прочие сферы жизни, являлся объектом поднадзорным и контролируемым, с той только небольшой разницей, что здесь обычные методы не слишком годились. Что-то не срасталось, хотя стукачи внедрялись и сюда. <…> Попытки создать рок-клуб предпринимались и раньше, однако они ничем не заканчивались. Гэбэшная инициатива оказалась более эффективной. <…> Для того, чтобы контроль давал нужные результаты, решили создать курируемые любительские объединения. 1981 год стал переломным не только для рокеров, тогда же «объединили» литераторов и художников. <…> [Однако] Они [рокеры] оказались совершенно непредсказуемой публикой. ГБ продолжала уныло курировать рок-клуб, однако это давало хорошие показатели только для отчётов. Ситуация с каждым годом становилась всё более неуправляемой… Так что не стоит переоценивать деятельность ленинградской ГБ в создании рок-клуба и не следует понимать г-на Калугина буквально. Зато благодаря гэбэшникам впервые, может быть, в СССР сложилась ситуация «государства в государстве», позволившая его обитателям быть независимыми.
— Гуницкий Дж. Ленинградский рок-клуб: фрагменты хроники прошлых лет. — СПб.: 2020. — С. 40—41.
Однако последний президент рок-клуба Николай Михайлов является сторонником несколько иной точки зрения, утверждая, что основная инициатива создания рок-клуба происходила всё же не от КГБ, а от самих музыкантов:

КГБ в то время всегда присутствовал в нашей жизни — везде, по всей стране. Я думаю, что на какой-нибудь ткацкой фабрике в Иванове также был свой представитель этой организации, потому что все, в том числе и идеология, считалось стратегически важным для страны. <…> А роль КГБ была, с моей точки зрения, положительной. Я до конца не понимаю, когда они появились. По версии нашего куратора от профсоюзов Наталии Веселовой и из разговора с Анной Александровной Ивановой, нашим директором, могу судить, что кагэбэшники появились года два спустя после организации рок-клуба. Я их увидел, наверное, в то же время. До того момента их не было, хотя, наверное, они где-то присутствовали, с кем-то разговаривали… <…> Вот я не помню никаких негативных ощущений от общения с этими кагэбэшниками. А от общения с ментами и комсомольцами такие ощущения были. С моей точки зрения, никакая силовая, идеологическая структура никогда не могла бы создать Ленинградский рок-клуб только по одной причине: это было народное движение снизу, которое началось ещё в конце шестидесятых, продолжилось в семидесятых и окончательно оформилось к 1981 году.

Секретарь и позже администратор рок-клуба Ольга Слободская также не согласна с точкой зрения, согласно которой рок-клуб был организован по инициативе КГБ:

Рок-клуб был создан в первую очередь самими музыкантами для того, чтобы у них, у исполнителей рок-музыки, была возможность самореализации. Чтобы коллективы могли выступать легально с официально залитованной программой (прошедшей цензуру). <…> Мне кажется, хотя я могу ошибаться, что эта легенда начала существование именно после того, как Калугин сам произнёс в каком-то интервью много лет тому назад, что КГБ создал рок-клуб. С лёгкой руки генерала все радостно подхватили эту версию и стали её тиражировать. Это бесит меня неописуемо уже много лет! Рок-клуб был создан музыкантами и другими творческими людьми, а не генералом Калугиным вместе с остальным КГБ!

## Критика
Дмитрий Наумов, «Биртман»:

Я общаюсь с людьми из рок-культуры того времени, они заслуживают уважения. Но когда к нам стала просачиваться рок-музыка, люди хотели сделать как там. Они не хотели ничего советского, они не смотрели телевизор, считали это упыризмом. А теперь время прошло и отбросило всё дерьмо. И если современному человеку поставить трек Полада Бюльбюль-оглы с бендом и сравнить его с лучшими представителями Ленинградского рок-клуба, то он скажет: «Ребят, надо было слушать то, что было тогда». У нас было слишком много борьбы с невидимым врагом.

## Комментарии
1. ↑  Вступили как группа «Гарин и гиперболоиды».
2. ↑  Принимали участие в 8-м фестивале, имея к клубу номинальное отношение.